# Juan Negri
Juan Jorge Negri Celia (5 gennaio 1925 – 20 ottobre 2015) è stato un calciatore cileno, di ruolo difensore.

## Carriera

### Club
Ha sempre giocato nel campionato cileno.

### Nazionale
Con la Nazionale cilena ha partecipato al Campeonato Sudamericano nel 1947 e nel 1949.